# Петрел
Петрел (шп. Petrel) град је у Шпанији у аутономној заједници Валенсијанска Заједница у покрајини Аликанте. Према процени из 2017. у граду је живело 34 533 становника.

## Становништво
Према процени, у граду је 2017. живело 34 533 становника.
| 2017.  |
| ------ |
| 34.533 |